# Сьвешево (Західнопоморське воєводство)
Сьвешево (пол. Świeszewo, нім. Schwessow) — село в Польщі, у гміні Грифиці Ґрифицького повіту Західнопоморського воєводства.
Населення — 349 осіб (2011).

## Демографія
Демографічна структура станом на 31 березня 2011 року:
|          | Загалом | Допрацездатний вік | Працездатний вік | Постпрацездатний вік |
| -------- | ------- | ------------------ | ---------------- | -------------------- |
| Чоловіки | 164     | 22                 | 123              | 19                   |
| Жінки    | 185     | 37                 | 95               | 53                   |
| Разом    | 349     | 59                 | 218              | 72                   |